# Vitgryn
Vitgryn (Bulbillomyces farinosus) är en svampart som först beskrevs av Giacopo Bresàdola, och fick sitt nu gällande namn av Jülich 1974. Vitgryn ingår i släktet Bulbillomyces och familjen Meruliaceae.  Arten är reproducerande i Sverige. Inga underarter finns listade i Catalogue of Life.